# Blaue Hesperidenpalme
Die Blaue Hesperidenpalme (Brahea armata) ist eine Art der Gattung Brahea, die der Familie der Palmengewächse (Arecaceae) zugeordnet wird.

## Merkmale

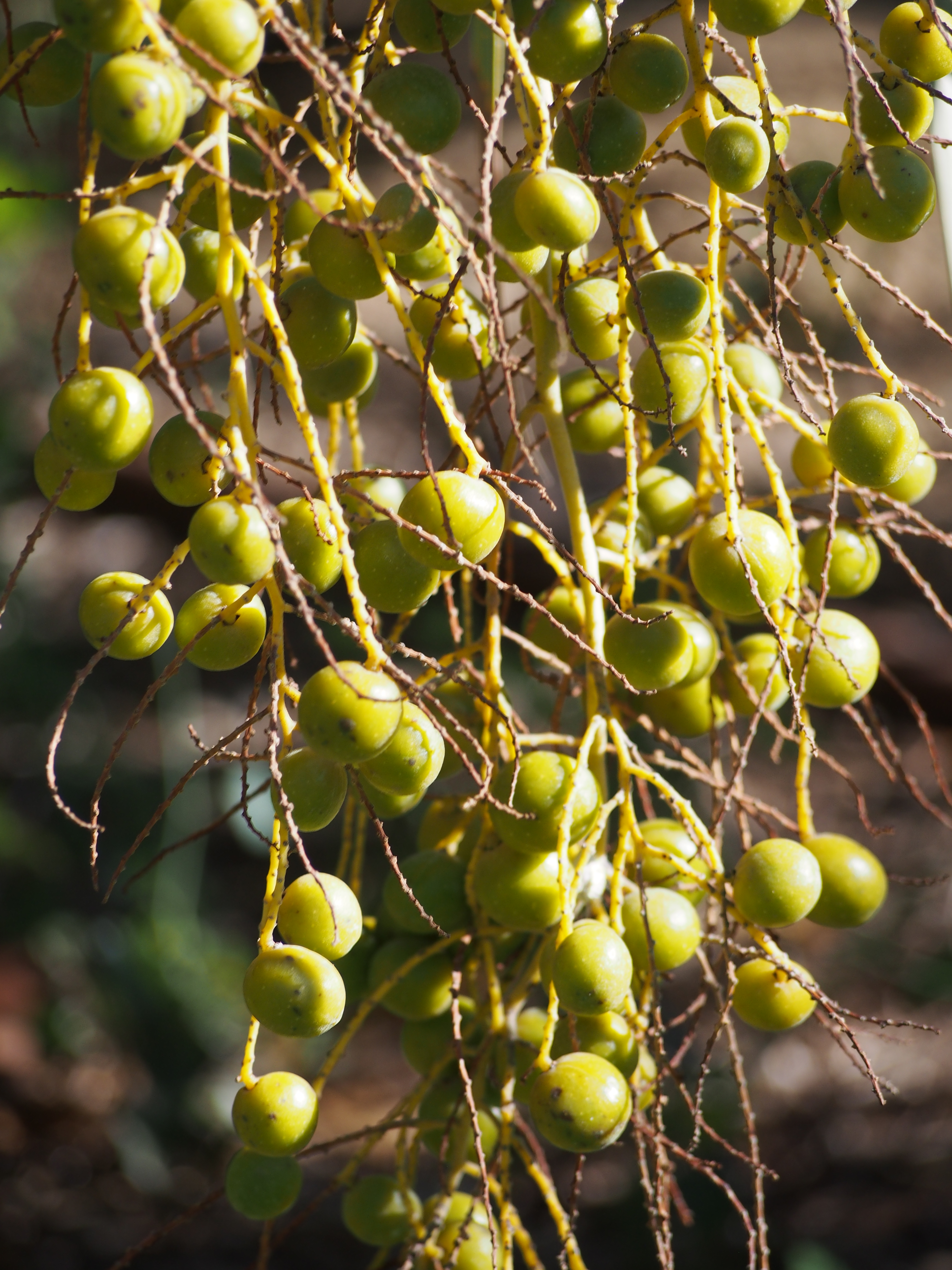
Früchte

Die Blaue Hesperidenpalme wächst einstämmig. Charakteristisch sind ihre silberblauen Fächerblätter. Eindeutiges Identifikationsmerkmal sind die sehr langen Blütenstände, die bis zu 5 Meter unter die Blattkrone hinausreichen.
Das lateinische Artepitheton „armata“ bedeutet „[mit Stacheln] bewehrt“; die silbrigblauen Stängel der Fächerblätter sind bedornt.

## Vorkommen
Brahea armata stammt aus den Wüstengebieten Nordwestmexikos, sie ist in Gebieten wie Baja California Norte, im nördlichen Baja California Sur sowie in der westlichen Sonora anzutreffen. Dort wächst sie in Canyons, an felsigen Hängen und Klippen in Höhenlagen zwischen 50 und 1500 Meter, oft zusammen mit Washingtonia.

## Taxonomie
Die Blaue Hesperidenpalme wurde 1876 durch Sereno Watson in Proceedings of the American Academy of Arts and Sciences Band 11 Seite 146 als Brahea armata erstbeschrieben. Synonyme sind Brahea glauca Hook.f. und Brahea roezlii D'Ancona.

## Nutzung
Die Blaue Hesperidenpalme ist eine sehr begehrte Kübelpflanze, sowohl im Mittelmeerraum als auch in Mitteleuropa.

## Bilder

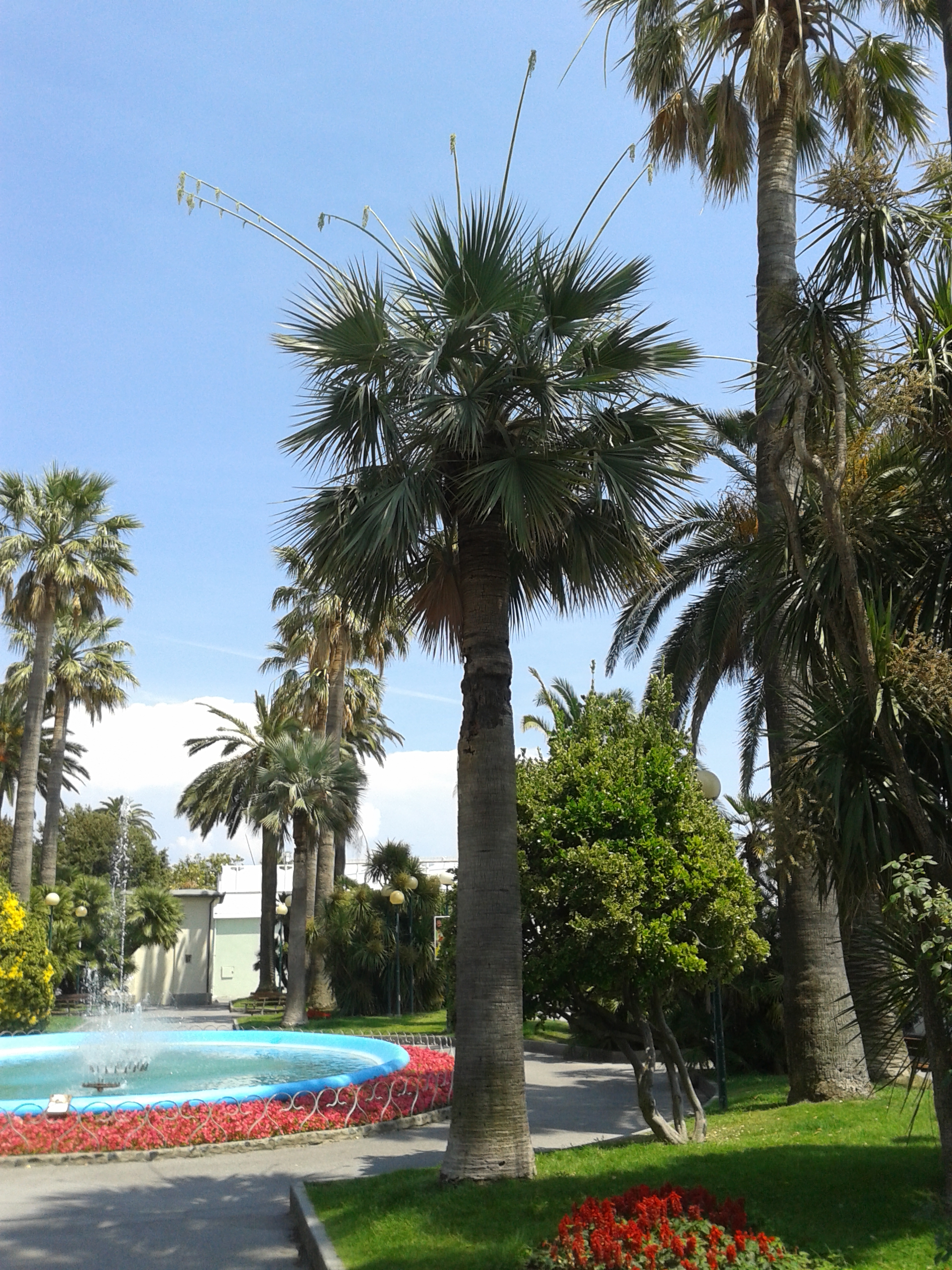
Bis zu 17 Meter Höhe können erreicht werden. Das Bild zeigt ein Exemplar aus Italien, das schon Blütenstände gebildet hat.
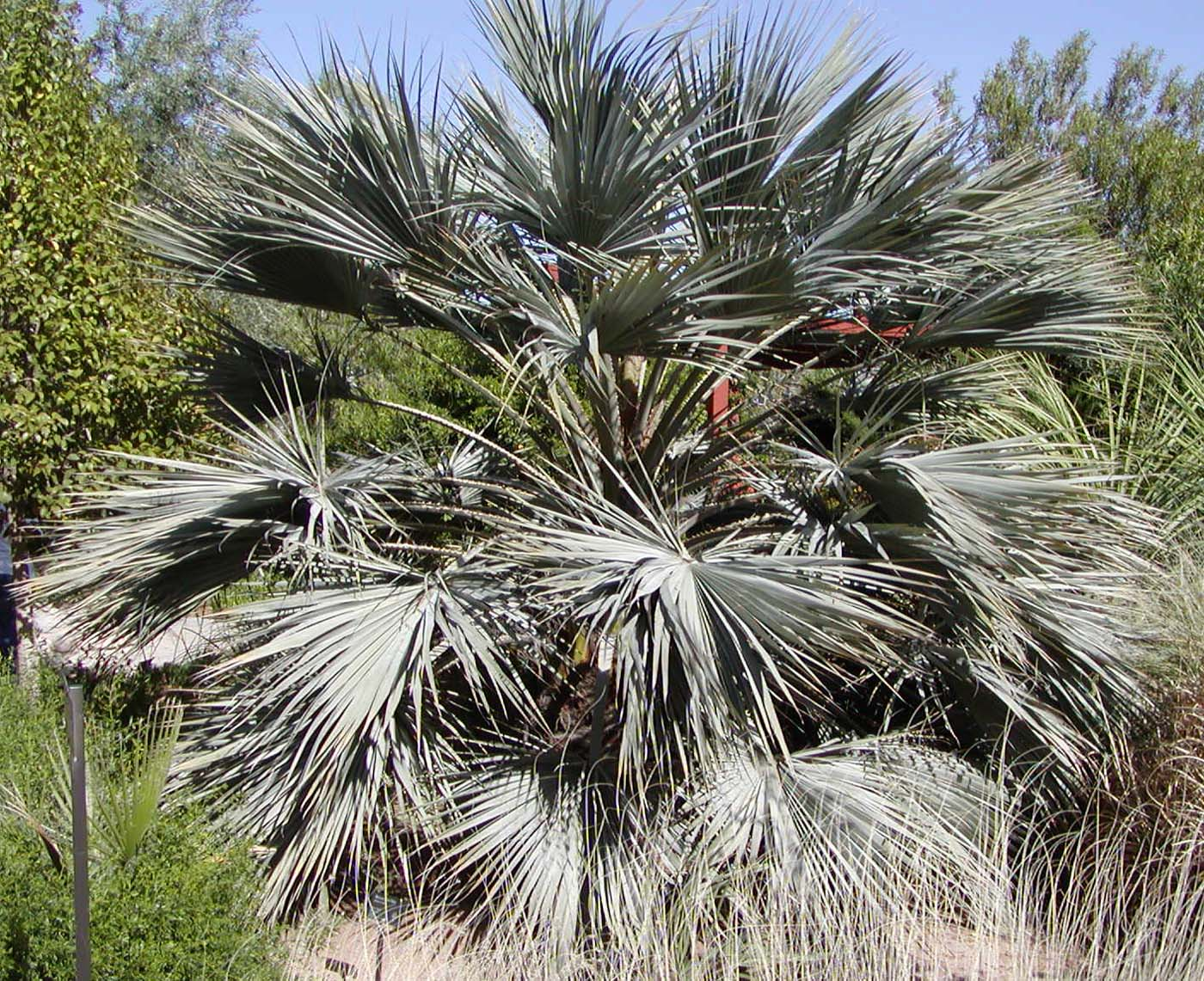
Einige Exemplare bilden bei viel Sonneneinstrahlung sogar fast graugrüne Blätter aus. Diese Palme wächst im Las Vegas Springs Preserve.
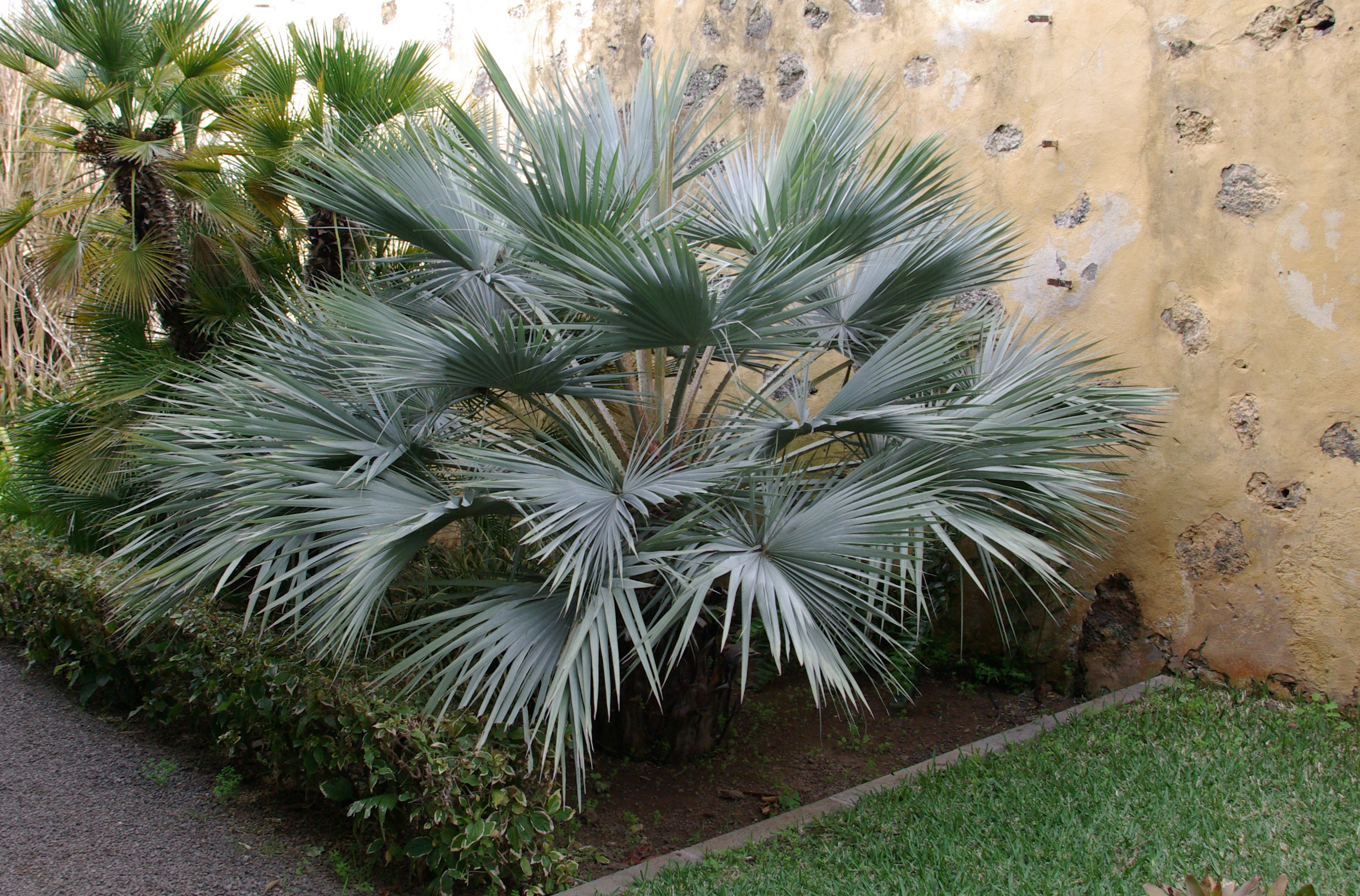
Diese Blaue Hesperidenpalme wächst im Botanischen Garten von Puerto de la Cruz in Teneriffa. An der Mauer herrschen ideale klimatische Bedingungen (Mikroklima).
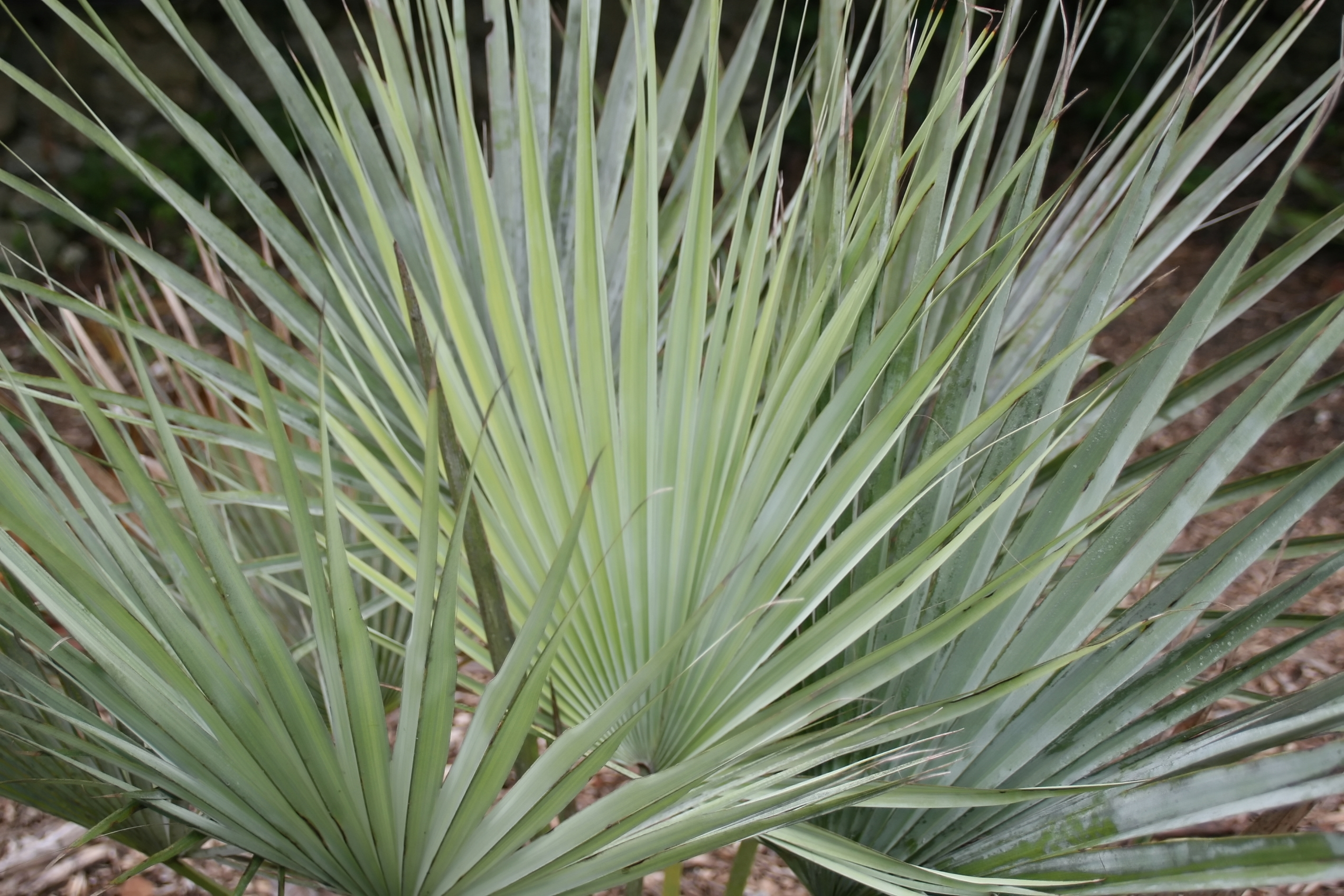
An dieser Nahaufnahme kann man gut die silbriggrüne Farbe und die halbkreisförmigen Fächerblätter erkennen.
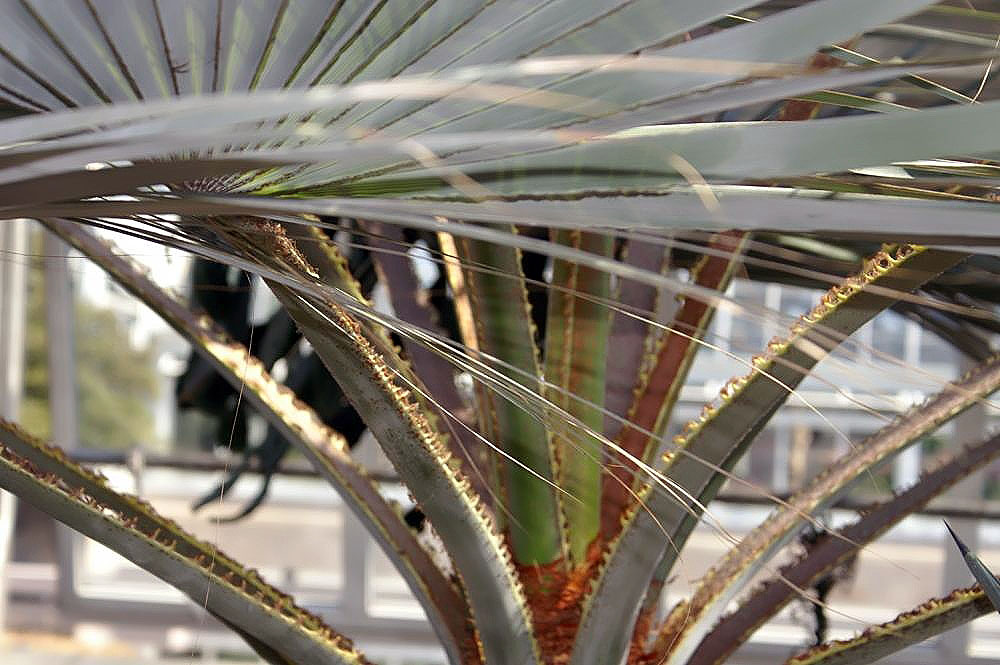
Die Blaue Hesperidenpalme ist mit vielen Dornen an der Stieloberseite besetzt.